# 75-мм польова гармата зразка 1897 року
75-мм польова гармата зразка 1897 року — основна французька легка швидкострільна польова гармата Першої Світової війни. Вважається першим зразком сучасної польової артилерії, що має гідро-пневматичне гальмо відкоту. Оскільки лафет гармати не зсувався після кожного пострілу, артилеристи могли перезаряджати гармату одразу по поверненню ствола на початкову позицію. Добре тренована обслуга могла довести полігонну швидкість вогню на короткий час до 30 пострілів на хвилину. Послужила зразком для російської 3-дм гармати 1902 року.
Гармата застосовувалася у Першій Світовій війні у Французькій армії, експедиційному корпусі Сполучених Штатів Америки, продавалися ряду європейський країн та надалі застосовувалися у війнах до Другої Світової війни включно.